# Hessa (isola)
Hessa o Heissa è un'isola che si trova nel territorio del comune di Ålesund (contea di Møre og Romsdal), nella regione del Vestlandet in Norvegia. È l'isola più occidentale del comune, ed è una delle principali isole su cui è stata costruita la città di Ålesund. Si trova nel mar di Norvegia, al centro di un gruppo isole: a sud-ovest di Aspøya, a sud di Giske e Valderøya, a est di Godøya, e a nord di Sula.
L'isola è lunga 4 km e larga 2; la sua altezza massima è quella del  monte Sukkertoppen, al centro dell'isola, 314 m. Nel 2001, la popolazione contava 3.614 abitanti.